# Prunellidae
Los prunélidos (Prunellidae) son una familia de aves paseriformes conocidas vulgarmente como acentores. La familia solo contiene un género, Prunella, endémico de la región biogeográfica paleártica.

## Taxonomía
Se reconocen las siguientes especies:
- Género Prunella
  - Prunella collaris. Acentor alpino.
  - Prunella himalayana. Acentor del Himalaya.
  - Prunella rubeculoides. Acentor petirrojo.
  - Prunella strophiata. Acentor pechirrufo.
  - Prunella montanella. Acentor siberiano.
  - Prunella fulvescens. Acentor pardo.
  - Prunella ocularis. Acentor de Radde.
  - Prunella fagani. Acentor del Yemen.
  - Prunella atrogularis. Acentor gorginegro.
  - Prunella koslowi. Acentor mongol.
  - Prunella modularis. Acentor común.
  - Prunella rubida. Acentor japonés.
  - Prunella immaculata. Acentor inmaculado.